# Shōdō Harada

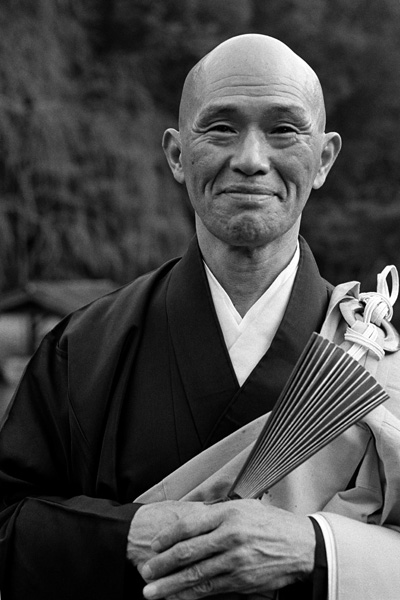
Shodo Harada Roshi

Shōdō Harada (jap. 原田 正道, Harada Shōdō; * 1940) ist ein japanischer Zen-Meister und Autor. Er ist ein Vertreter der Rinzai-Schule und Nachfolger von Yamada Mumon (1900–1988).

## Leben
Harada trat im Alter von 22 Jahren in das Kloster Shofukuji in Kōbe ein. 1982 erhielt er die Lehrerlaubnis und wurde Abt des Tempels Gokokuzan Sogenji in Okayama, wo er seitdem hauptsächlich ausländische Schüler unterrichtet. Dementsprechend haben sich weltweit Zen-Gruppen – auch Zendo genannt – unter seiner Führung etabliert. So betreut Harada Roshi u. a. Zendos in Ungarn, Polen, Litauen, Lettland, Italien, Dänemark, Mexiko und vielen weiteren Ländern.
In Deutschland, USA und Indien hat er jeweils Ableger des japanischen Haupttempels geschaffen. Hokuozan Sogenji in Deutschland, mit Taikan ShoE als Vize Äbtissin, Tahoma San Sogenji in den USA mit Daichi Zenni als Äbtissin und Indozan Sogenji in Indien mit Bodhidharma Zenji als Abt. Dort hält er regelmäßig sogenannte Osesshins ab, d. h. intensive einwöchige Übungszeiten. Am aktivsten ist dabei Hokuozan Sogenji als europäisches Zentrum, wo er vier bis fünf Mal im Jahr Osesshins leitet, gefolgt von Tahoma San Sogenji mit drei Osesshins pro Jahr.

## Werke (Auswahl)
- Shodo Harada: Der Weg zu Bodhidharma. Angkor Verlag, ISBN 3-936018-06-5
- Shodo Harada: Morning Dewdrops of the Mind: Teachings of a Contemporary Zen Master. Frog Books 1993, ISBN 1-883319-10-2
- Shodo Harada: Tim Jundo Williams & Jane Shotaku Lago (Hrsg.); Moon by the Window: The Calligraphy and Zen Insights of Shodo Harada. Wisdom Publications 2011, ISBN 978-0861716487.
- Harada, Shodo; Jane Shotaku Lago; Priscilla Daichi Storandt Not One Single Thing: A Commentary on the Platform Sutra. Wisdom Publications 2018, ISBN 978-1614291145.